# 加青错
加青错（藏語：ལྕགས་ཆུང་མཚོ།，威利转写：lcags chung mtsho，THL：Chakchung Tso）位于中国西藏自治区那曲市尼玛县境内，地处尼玛县西部，南临加穹错。湖面海拔4615米，湖长5.3公里，最大宽3.5公里，平均宽1.8公里，面积9.7平方公里。